# موپسوئست

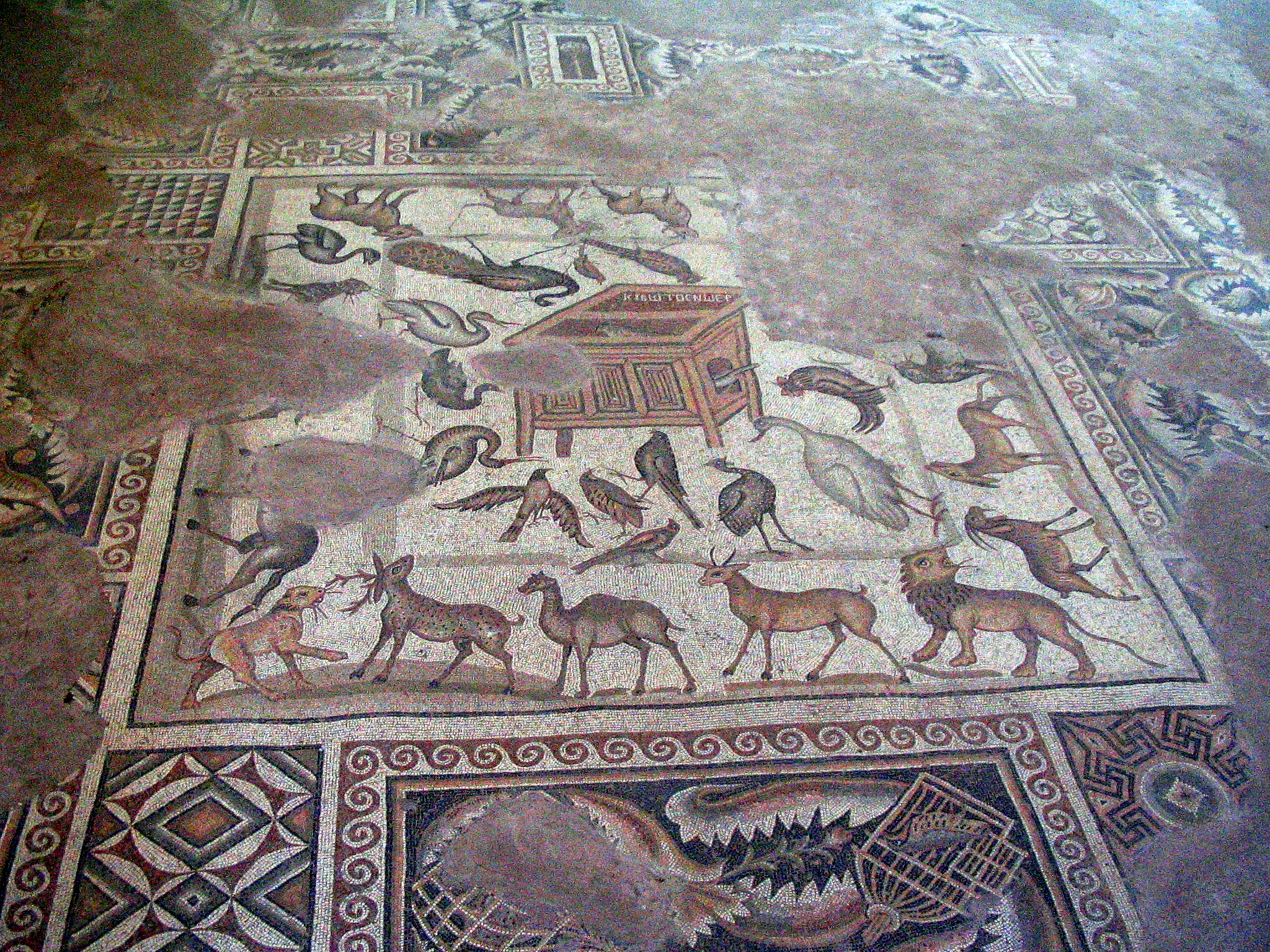
موزائیکی یافته‌شده در موپسوئست، نشان دهندهٔ داستان نوح؛ موزه موزائیک میسیس، ترکیه

موپسوئست(به فرانسوی: Mopsueste) یا موپسوئستیا(به یونانی: Μοψουεστία) نام شهری بوده‌است در کیلیکیهٔ باستانی و در کنار رود جیهان در ترکیه امروزی. موپسوئست در ۲۰ کیلومتری شرق آدانا در استان آدانای ترکیهٔ کنونی جای داشته است.

## تاریخچه
برپایهٔ افسانه‌هااین شهر را پیشگویی به نام موپسوس که پیش از جنگ تروآ بنیادنهاد. تا پیش از مسیحیت گزارش‌ها از اینش هر اندک است. پلینی مهتر از این شهر نام می‌برد. در روزگار سلوکیان این شهر سلوکیه در کنار رود پوراموس(به یونانی: Σελεύκεια πρὸς τὸν Πύραμον) و (به لاتین: Seleucia ad Pyramum) نام‌داشت. آنگاه که روم بر این سرزمین دست یافت، به افتخار پوبلیوس آئلیوس ترایانوس هادریانوس امپراتور این کشور، این شهر را هادریانا خواندند.
مسیحیت در سدهٔ سوم پس از میلاد در این شهر گسترش‌یافت. در ۶۸۶ میلادی عربهای مسلمان موپسوئست را گشودند. مصیصه را عبدالله پسر عبدالملک خلیفه‌ی اموی در قرن اول فتح کرد و قلعه‌ی آن‌را بر همان شالوده‌ی قدیم استوار نمود و ساخلو نیرومندی در آنجا گذارد و مسجدی بر فراز تل قلعه بنیان نهاد و کلیسای قلعه را انبار غله ساخت. از این پس این شهر بارها به دست امپراتوری روم شرقی و مسلمانان دست به دست شد. در ۱۰۹۷ و در خلال جنگ‌های صلیبی مسیحیان کنترل شهر را باز به دست آوردند. سپس در نزد صلیبیون این شهر مورد ادعای ارمنیان و یونانی‌ها قرار گرفت و میدان ستیزهٔ این دو گروه گشت. سرانجام یونانیان از آن درگذشتند و شهر را به ارمنیان واسپردند.
در سده‌های میانه این شهر مامیسترا خوانده می‌شد و پایتخت پادشاهی ارمنی کیلیکیه بود. در ۱۳۲۲ ارمنیان از مسلمانان شکست بزرگی خوردند و مامیسترا به ویرانه‌ای بدل‌گردید. در روزگار چیرگی عثمانی اینجا دیگر روستای کوچکی بود که میسیس خواند می‌شد. در دههٔ ۱۹۶۰ میسیس نیز به یاکاپنار(به ترکی استانبولی: Yakapınar) تغییر نام داد. در ۱۹۵۹ میلادی موزه‌ای به نام موزه موزائیک میسیس موزائیک‌های یافته‌شده در این مکان را به نمایش‌گذارد.